# Морріс Тауншип (округ Тайога, Пенсільванія)
Морріс Тауншип (англ. Morris Township) — селище (англ. township) в США, в окрузі Тайога штату Пенсільванія. Населення — 569 осіб (2020).

## Демографія
Згідно з переписом 2010 року, у селищі мешкало 606 осіб у 257 домогосподарствах у складі 170 родин. Було 623 помешкання
Расовий склад населення:
| - 99,3 % — білих - 0,3 % — азіатів |

До двох чи більше рас належало 0,3 %. Частка іспаномовних становила 2,0 % від усіх жителів.
За віковим діапазоном населення розподілялося таким чином: 18,6 % — особи молодші 18 років, 60,9 % — особи у віці 18—64 років, 20,5 % — особи у віці 65 років та старші. Медіана віку мешканця становила 47,6 року. На 100 осіб жіночої статі у селищі припадало 108,2 чоловіків;  на 100 жінок у віці від 18 років та старших — 106,3 чоловіків також старших 18 років.
Середній дохід на одне домашнє господарство  становив 61 257 доларів США (медіана — 51 875), а середній дохід на одну сім'ю — 68 924 долари (медіана — 54 063). Медіана доходів становила 35 714 долари для чоловіків та 32 386 доларів для жінок. За межею бідності перебувало 15,5 % осіб, у тому числі 26,9 % дітей у віці до 18 років та 14,7 % осіб у віці 65 років та старших.
Цивільне працевлаштоване населення становило 316 осіб. Основні галузі зайнятості: освіта, охорона здоров'я та соціальна допомога — 21,8 %, виробництво — 20,9 %, науковці, спеціалісти, менеджери — 8,2 %, роздрібна торгівля — 7,9 %.